# Palaeoricinulei
Palaeoricinulei este un subordin care cuprinde ricinuleide fosile din clasa arahnidelor.

## Răspândire
Ricinuleidele fosile erau răspândite în nordul supercontinentului Pangea și în Laurasia, începând cu perioada Carboniferă până în Cretacic.

## Clasificare
Subordinul cuprinde 2 familii câte 2 genuri care grupează specii fosile:
- †Familia Poliocheridae
  - †Genul Poliochera Scudder, 1884
  - †Genul Terpsicroton Selden, 1992
- †Familia Curculioididae
  - †Genul Curculioides Buckland, 1837
  - †Genul Amarixys Selden, 1992